# Clemente L. Fregeiro
Clemente Leoncio Fregeiro (Mercedes, Soriano, Uruguay, 12 de septiembre de 1853 - 22 de marzo de 1923) fue un escritor e historiador uruguayo, que desarrolló su carrera en Argentina.
Produjo varias obras de mérito histórico sobre las repúblicas de Uruguay y Argentina.

## Vida personal
Fue hijo de un adinerado e influyente terrateniente, Juan Eduardo Fregeiro. Estudió en Buenos Aires y en 1910 recibió el título honorífico de doctor de filosofía y letras de la Universidad de Buenos Aires.

## Obras
- Artigas. Estudio Histórico. Documentos Justicativos.
- Diccionario geográfico e histórico del Río de la Plata, o sea, de las repúblicas Argentina, Oriental del Uruguay, y Paraguay, etc. Tom. 1.
- La defensa de Montevideo y el general Urquiza: según la correspondencia diplomática del canciller montevideano doctor Manuel Herrera y Obes (1848-1851)
- Compendio de la historia argentina
- El éxodo oriental
- Don Bernardo de Monteagudo: ensayo biográfico (1879)
- Don Juan Díaz de Solís y el descubrimiento del Río de la Plata (1879)
- Artigas: estudio histórico (1883)
- Vidas de argentinos ilustres (1883)
- Compendio De La Historia Argentina, Desde El Descubrimiento Del Nuevo Mundo, 1492, Hasta La Muerte De Dorrego, 1828 (1885)
- La historia documental crítica: examen de la Historia del puerto de Buenos Aires por D. Eduardo Madero (1893)
- Enseñanza manual: informe presentado al Excmo. Ministro de Instrucción Pública doctor Eduardo Costa (1895)
- Lecciones de historia argentina (1910)
- Lecciones de historia Argentina: Desde las invasiones Inglesas hasta el presente (1807-1885) (1913)
- La batalla de Ituzaingo (1919)